# Polski Słownik Biograficzny
Ne pas confondre avec le livre en anglais The Polish Biographical Dictionary.
Polski Słownik Biograficzny (PSB) (connu sous le nom en anglais Polish Biographical Dictionary), est un dictionnaire biographique en langue polonaise, comprenant une compilation, classée par ordre alphabétique, de biographies faisant autorité de quelque 25 000 Polonais et étrangers notables qui ont été actifs en Pologne - des personnes célèbres ou moins connues - depuis Popiel, Piast Kołodziej et Mieszko I, à l'aube de l'histoire polonaise, jusqu'aux personnes décédées en 2000. Le dictionnaire, publié progressivement depuis 1935, est un ouvrage en cours de réalisation. Il couvre actuellement les entrées de A à S et son achèvement est prévu vers 2030.
Le PSB est, selon sa propre évaluation, « à l'heure actuelle... l'une des principales publications biographiques du monde. ». En dehors de la Pologne, il est disponible à la British Library, la Bibliothèque du Congrès, la Bibliothèque du Vatican, la Hoover Institution de la Guerre, de la Révolution et de la Paix, de l'Université de Californie à Berkeley, l'Université de Stanford, le Getty Museum, et dans de nombreuses autres bibliothèques de recherche nationales et majeures.

## Caractéristique
En date de février 2021, 52 volumes complets ont été produits, avec des entrées à "T". Le dernier ajout est le fascicule 217, le deuxième du volume 53.
Les 52 volumes actuels du Dictionnaire ("T") comptent entre 480 et 830 pages, soit un total de plus de 33 000 pages, et contiennent plus de 27 000 biographies. Quelque 8 000 personnes ont contribué au Dictionnaire. La plupart de ses contenus ne sont disponibles qu'en version papier.
Bien qu'il ne s'agisse pas d'une source exhaustive sur tous les Polonais notables, le Dictionnaire est substantiel et très respecté. Brock et al. écrivent que « Polski Słownik Biograficzny est l'une des principales réalisations des sciences humaines dans la Pologne du XXe siècle. Les entrées reflètent la composition multiculturelle et multiethnique de l'État polonais d'avant la partition [...]. Par conséquent, le dictionnaire n'est pas 'un dictionnaire biographique de Polonais', mais plutôt 'un dictionnaire biographique polonais', comprenant des entrées sur des étrangers éminents ayant vécu dans le pays ainsi que sur des représentants de minorités nationales. ».
Alors que les gouvernements polonais d'avant-guerre avaient peu d'influence sur les politiques éditoriales du Dictionnaire, le gouvernement communiste d'après-guerre de la République populaire de Pologne s'est immiscé de manière substantielle dans le choix des personnes à inclure. Depuis la rupture de la Pologne avec le bloc soviétique en 1989, ce biais a été partiellement corrigé dans plusieurs suppléments.
Polski słownik biograficzny constitue une mosaïque unique qui dépeint toute l'histoire de la Pologne à travers les biographies de nombreux fils et filles parmi les plus remarquables du pays.

## Historique
Cet ouvrage de référence est publié à Cracovie depuis 1935, bien que sa publication ait été suspendue du fait de l'occupation de la Pologne par l'Allemagne nazie pendant la Seconde Guerre mondiale puis pendant la période stalinienne. Le Dictionnaire est une publication conjointe de l'Académie polonaise des sciences (Polska Akademia Nauk) et de l'Académie polonaise des arts et sciences (Polska Akademia Umiejętności). Le projet est basé à l'Institut historique Tadeusz Manteuffel (Instytut Historii im. Tadeusza Manteuffla) et est parrainé par la Fondation pour l'apprentissage polonais (Fundacja na Rzecz Nauki Polskiej) et le Ministère de la Culture et du Patrimoine national (Ministerstwo Kultury i Dziedzictwa Narodowego).
Le travail sur le Dictionnaire a été initié par Władysław Konopczyński. Le premier volume est paru en 1935, et quatre autres (jusqu'à l'article Ignacy Dąbrowski) avant la Seconde Guerre mondiale. Après la guerre, en 1949, lorsque Władysław Konopczyński a été contraint par le gouvernement communiste de démissionner de son poste de rédacteur en chef, deux autres volumes avaient été publiés (jusqu'à l'article "Firlej, Henryk"). Le projet a ensuite été gelé jusqu'en 1958, date à laquelle il a été relancé sous la direction de Kazimierz Lepszy (pl). En 1964, après que le dictionnaire se soit enrichi de trois volumes supplémentaires (jusqu'à l'article Paweł Jarosiński (en)), Kazimierz Lepszy est décédé et a été remplacé par Emanuel Rostworowski (en).
Pendant le mandat de Rostworowski en tant qu'éditeur, la qualité des biographies s'est améliorée, tandis que l'ingérence du gouvernement et la censure ont diminué. Vingt-deux autres volumes avaient été publiés (jusqu'à l'article Ignacy Różycki (pl)) lorsque Rostworowski, en 1989, passa le relais à Henryk Markiewicz (en). Sous la direction de Markiewicz, neuf autres volumes ont été publiés (couvrant les bios jusqu'à Stanisław August Poniatowski), ainsi qu'un volume spécial  « Uzupełnienia i sprostowania do tomów I-XL » (Suppléments et corrections pour les volumes 1-40) rectifiant les biais et la censure de l'époque communiste. Depuis 2003, le rédacteur en chef du dictionnaire est Andrzej Romanowski (pl). L'équipe du PSB estime que le travail sera achevé vers 2030, avec les 62 volumes prévus.
En 2003, le PSB a lancé un site officiel sur Internet. En 2010, le projet a été approuvé à l'unanimité par le Parlement polonais (Sejm), qui lui a accordé son patronage honoraire.

## Volumes
- Volume I (1935) Abakanowicz Abdank Bruno - Beynart Wojciech
- Volume II (1936) Beyzym Jan - Brownsford Maria
- Volume III (1937) Brożek Jan - Chwalczewski Franciszek
- Volume IV (1938) Chwalczewski Jerzy - Dąbrowski Ignacy
- Volume V (1939-1946) Dąbrowski Jan Henryk - Dunin Piotr
- Volume VI (1948) Dunin Rodryg - Firlej Henryk
- Volume VII (1948-1958) Firlej Jan - Girdwoyń Kazimierz
- Volume VIII (1959-1960) Girdwoyn Michał - Gross Adam
- Volume IX (1960-1961) Gross Adolf - Horoch Kalikst
- Volume X (1962-1964) Horoch Mieczysław - Jarosiński Paweł
- Volume XI (1964-1965) Jarosław - Kapliński Seweryn
- Volume XII (1966-1967) Kapostas Andrzej - Klobassa Zręcki Karol
- Volume XIII (1967-1968) Klobassa Zręcki Stanisław - Kopernicki Franciszek
- Volume XIV (1968-1969) Kopernicki Izydor - Kozłowska Maria
- Volume XV (1970) Kozłowska Zofia - Kubacki Stanisław
- Volume XVI (1971) Kubacz Franciszek - Legatowicz Ignacy
- Volume XVII (1972) Legendorf Fabian - Lubomirski Aleksander
- Volume XVIII (1973) Lubomirski Aleksander - Machowski Walenty
- Volume XIX (1974) Machowski Wawrzyniec - Maria Kazimiera
- Volume XX (1975) Maria Józefa - Mieroszewski Krzysztof
- Volume XXI (1976) Mieroszewski Sobiesław - Morsztyn Władysław
- Volume XXII (1977)     Morsztyn Zbigniew - Niemirycz Teodor
- Volume XXIII (1978) Niemirycz Władysław - Olszak Wacław
- Volume XXIV (1979) Olszamowski Bolesław - Padlewski Zygmunt
- Volume XXV (1980) Padło Jan - Piątkiewicz Aleksander
- Volume XXVI (1981) Piątkiewicz Bronisław - Pniewski Władysław
- Volume XXVII (1982-1983) Pniowski Jan - Potocki Ignacy
- Volume XXVIII (1984-1985) Potocki Ignacy - Przerębski Mikołaj
- Volume XXIX (1986) Przerębski Samuel - Raduński Edmund
- Volume XXX (1987) Radwan - Reguła Tadeusz
- Volume XXXI (1988) Rehbinder Jerzy - Romiszewski Modest
- Volume XXXII (1989-1991) Romiszowski Aleksander - Rudowski Jan
- Volume XXXIII (1991-1992) Rudowski Jan - Rząśnicki Adolf
- Volume XXXIV (1992-1993) Rząśnicki Adolf - Sapieha Jan
- Volume XXXV (1994) Sapieha Jan - Schroeder Eliasz
- Volume XXXVI (1995-1996) Schroeder Franciszek - Siemiatycki Chaim
- Volume XXXVII (1996-1997) Siemiątkowski Antoni - Skaradkiewicz Patrycy
- Volume XXXVIII (1997-1998) Skarbek Aleksander - Słomka Jan
- Volume XXXIX (1999-2000) Słomkiewicz Stefan - Soczek Zygmunt
- Volume XL (2000-2001) Soczyński Karol - Sowiński Ignacy
- (2001) "Suppléments et corrections pour les volumes 1-40"
- Volume XLI (2002) Sowiński Jan - Stanisław August Poniatowski
- Volume XLII (2003-2004) Stanislaw ks. Mazowiecki - Stawiarski Seweryn
- Volume XLIII (2004-2005) Stawicki Stanislaw - Stoinski Jan
- Volume XLIV (2006-2007) Stoinski Ksawery - Strzelecki Ryszard
- Volume XLV (2007-2008) Strzelecki Wieslaw - Surma Czeslaw
- Volume XLVI (2009-2010) Surmacki Leopold - Szaniawski Jozafat
- Volume XLVII (2010-2011) Szaniawski Józef Kalasanty - Szeliga Franciszek
- Volume XLVIII (2012-2013) Szeliga Jan - Szpilman Władysław
- Volume XLIX (2013-2014) Szpilman Władysław - Szyjewski Andrzej
- Volume L (2014-2015) Szyjkowski Jan - Śliwka Karol
- Volume LI (2016-2017) Śliwniak Józef - Świrski Krik
- Volume LII (2017-2019) Świrski Łukasz - Taube Jerzy